# Tlatenchi
Tlatenchi (o 'Tlatentzin' en náhuatl), es una pequeña población perteneciente al municipio de Jojutla, en el estado de Morelos, México.

## Contexto administrativo
Es una ayudantía del municipio de Jojutla, entre las que se encuentran también Alta Vista, Constitución del 57, Chisco, El Higuerón, El Jicarero, Lázaro Cárdenas, Nicolás Bravo, Panchimalco, Pedro Amaro, Río Seco, Tehuixtla, Tequesquitengo, Vicente Aranda y José María Morelos.

## Contexto geográfico
Tlatenchi se ubica en el municipio Jojutla en el estado de Morelos en las coordenadas geográficas latitud 18.596389 y longitud -99.186389 a 900 metros de altitud sobre el nivel del mar. Colinda al norte con la comunidad de Panchimalco, al este con el cerro de Jojutla o cerro del Higuerón. Al oeste con la comunidad de Tequesquitengo. Al suroeste colinda con el pueblo de Tehuixtla.
En Tlatenchi viven 4776 personas de las cuales 2307 son masculinos y 2469 femeninos. Hay 2956 ciudadanos que son mayores de 18 años, 413 personas de ellos tienen 60 años o más de edad. Los habitantes de Tlatenchi visitan un promedio de 4 años la escuela y 988 personas mayores de 15 años tienen educación post básica. Entre las personas de 15 años o más de edad se encuentran unos 300 analfabetas.

## Clima
Es característico el clima cálido y húmedo la mayor parte del año.

## Flora y fauna
La vegetación propia del lugar es la selva baja caducifolia. La fauna que se encuentra en la región incluye: iguanas, zorrillos, urracas, zopilotes, garzas, liebres, colibríes, primaveras, culebras y cotorros

## Economía
La ganadería, avicultura y la agricultura, son las principales actividades del pueblo. Como ejemplo de la ganadería cabe mencionar la crianza de ganado vacuno, tanto de engorda como para producción de lácteos; el ganado equino, tanto como medio de transporte como para competencias. También es de destacar la existencia en las afueras del pueblo de granjas de cerdos y pollos.
La práctica de la pesca ha caído en desuso a través de los años debido a la alta contaminación de los ríos aledaños a la zona. En los últimos años también el comercio ha crecido en la comunidad.

## Transporte
El principal medio de transporte dentro del pueblo lo conforma las combis colectivas de la ruta 3. Los destinos que se pueden alcanzar con el uso de dicho medio son Panchimalco, Jojutla y Tequesquitengo.
El uso de caballos, bueyes, burros y mulas como medio de transporte ha disminuido, no obstante no es difícil encontrar gente que todavía lo practican.